# Federico Redondo
Federico Redondo Solari (ur. 18 stycznia 2003 w Madrycie) – argentyński piłkarz z obywatelstwem hiszpańskim występujący na pozycji defensywnego pomocnika, od 2024 roku zawodnik amerykańskiego Interu Miami.
Jego ojciec Fernando Redondo, dziadek Jorge Solari oraz kuzyn Augusto Solari również są piłkarzami. Urodził się w Madrycie, gdy jego ojciec był zawodnikiem Realu Madryt.